# Epalpus lindigii
Epalpus lindigii är en tvåvingeart som beskrevs av Bischof 1904. Epalpus lindigii ingår i släktet Epalpus och familjen parasitflugor.
Artens utbredningsområde är Venezuela. Inga underarter finns listade i Catalogue of Life.